# Lake Nacimiento (Kalifornija)
Lake Nacimiento je naseljeno područje za statističke svrhe u američkoj saveznoj državi Kalifornija. Prema popisu stanovništva iz 2010. u njemu je živjelo 2.411 stanovnika.